# Charles Lelaure
Charles Lelaure est un acteur français né le 1er mars 1980.

## Biographie
Charles se forme au Conservatoire d'Angers de 1999 jusqu'à l'an 2000, puis se forme de 2002 à 2006 aux ateliers du Sudden Théâtre (devenu le Théâtre des Béliers Parisiens) avec Raymond Acquaviva comme professeur.

## Théâtre
- 2005 - 2006 : Le Bourgeois gentilhomme de Molière, mise en scène par Raymond Acquaviva - Sudden Théâtre : Cléonte
- 2006 : Les Femmes savantes de Molière, mise en scène par Raymond Acquaviva - Sudden Théâtre : Clitandre
- 2006 : Le Songe d'une nuit d'été, mise en scène par Jonathan Milo-Chasseigne - Sudden Théâtre : Lysandre
- 2008 - 2011 : Alice au pays des merveilles de Lewis Carroll - mise en scène par Freddy Viau - Théâtre Michel (Paris)
- 2008 : Dard Dard, de et mise en scène par Freddy Viau - Ciné 13 Théâtre[1] : Boubou
- 2009 : Le Malade imaginaire de Molière, mise en scène par Léonard Matton - Théâtre Le Lucernaire et Vingtième Théâtre : Cléante[2]
- 2009 - 2010 : Les Vivacités du capitaine Tic d'Eugène Labiche, mise en scène par Freddy Viau - Théâtre Essaïon et tournée : Célestin Magis
- 2010 : La Ville qui crée le roman de Pascal Bancou, mise en scène par Xavier Lemaire - Festival Ville en Lumière (Troyes)[3] : Esclados Le Roux, Le Chevalier Noir
- 2011 : Le Nombril de Jean Anouilh, mise en scène par Michel Fagadau - Comédie des Champs-Élysées[4],[5] : Bernard Montmachou
- 2011 - 2016 : R&J d'à peu près William Shakespeare, adaptée et mise en scène par Alexis Michalik - Théâtre des Béliers Parisiens et tournée mondiale
- 2014 - 2017 : Le Porteur d'histoire, texte et mise en scène d'Alexis Michalik - Studio des Champs-Élysées , Théâtre des Béliers Parisiens et tournée mondiale
- 2017 : Les Passagers de l'aube, texte et mise en scène de Violaine Arsac - Avignon off, Théâtre La Luna.
- 2017 : Adieu, Mr Haffmann, texte et mise en scène de Jean-Philippe Daguerre. En alternance avec Grégori Baquet - Avignon, Théâtre ATA.

## Filmographie

### Cinéma
- 2004 : Nous étions libres de John Duigan : Le soldat français
- 2002 : La Victoire des vaincus de Nicolas Picard-Dreyfuss : Dado
- 2004 : La dérive des continents de Vincent Martorana : L'ami
- 2005 : Le jour où la France s'est arrêté de Jérôme Korkikian[6] : Jonasz
- 2007 : La Dame d'Izieu d'Alain Wemus : Léon Reifman
- 2008 : Drôle de Noël de Nicolas Picard-Dreyfuss : le serveur
- 2009 : La Piscine de Jean-Luc Martin et Frédéric Sauzay : John
- 2010 : The Woman That Dreamed About A Man de Per Fly : Jacques
- 2016 : Maman a tort de Marc Fitoussi : Le professeur de Step

### Télévision

#### Séries télévisées
- 2001 : Aix Mélodie de Pascal Heylbroeck[7] (épisode : Faux Accords) : Sylvain
- 2004 : Une femme d'honneur (saison 1, épisode 29) : Stéphane[8]
- 2004 : Léa Parker : le client
- 2006 - 2009 : Femmes de loi - 21 épisodes : Lieutenant Martineau
- 2008 : Paris 16e (saison 1, épisodes 61 et 63) : le client
- 2008 : Adresse inconnue (saison 2, épisode 3) : Marc Baudrand[9]
- 2010 : Nicolas Le Floch (saison 3, épisode 2) : Charles d'Allas[10]
- 2012 : Very Bad Blagues
- 2012 : Le Jour où tout a basculé : Matthieu/Jean-Paul/Théo
- 2012 : Inbox[11]
- 2014 : Candice Renoir (saison 2, épisode 4) : Martin
- 2014 : Nina : Sandro
- 2014 : Sous le soleil de Saint-Tropez - 7 épisodes : Léo
- 2015 : Camping Paradis (saison 7, épisode 4) : Matthieu
- 2021 - 2022 et 2024: Demain nous appartient (saisons 4 à 7) : Xavier Meffre
- 2022 : Crime à Ramatuelle : Romain
- 2023 : Sam (saison 7) : François Pernaud

#### Courts métrages
- 2005 : 6.54 de Lucas Largeron : Jules
- 2007 : L'Écrivain de Gabriele Brennen : Olivier[12]
- 2008 : The Bad Teeth de Jean Halluin et Charles Lelaure : Sam
- 2010 : L'ombre de Jean Halluin[13] : Marc
- 2010 : Masta de Toumani Sangaré[14] : Chrétien
- 2016 : Friday night d'Alexis Michalik produit par Weinstein Company : The cop